# آرویو دو پادره
آرویو دو پادره (به پرتغالی: Arroio do Padre) یک شهرداری در برزیل است که در ریو گرانده جنوبی واقع شده‌است. آرویو دو پادره ۱۲۴٫۳۲۱ کیلومتر مربع مساحت و ۲٬۹۵۱ نفر جمعیت دارد و ۲۹۰ متر بالاتر از سطح دریا واقع شده‌است.